# Květnový převrat (Polsko)

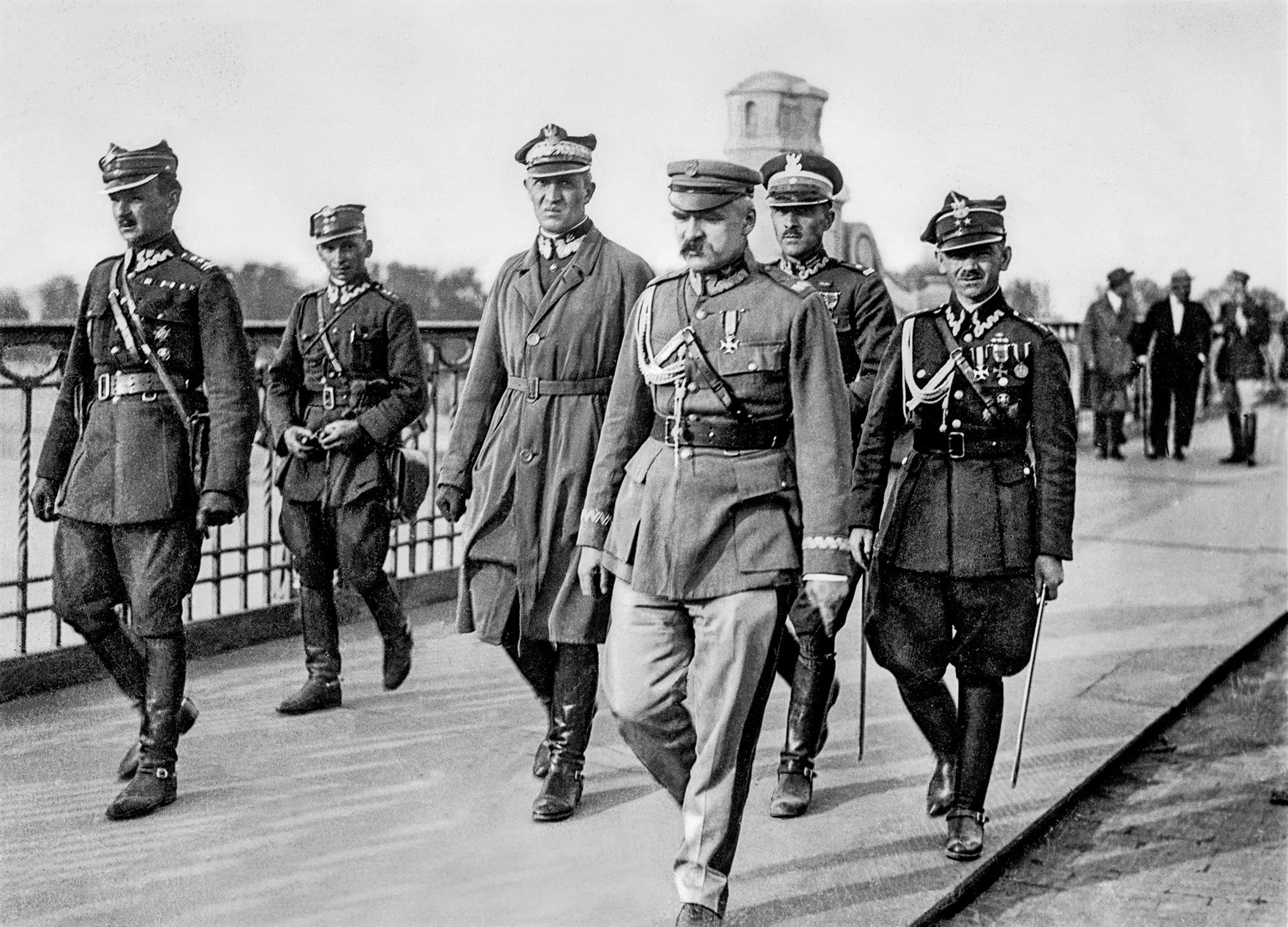
Maršál Józef Piłsudski před setkáním s prezidentem Stanisławem Wojciechowským na mostě Poniatowského ve Varšavě. Zleva: Kazimierz Stamirowski, Marian Żebrowski, Gustaw Orlicz-Dreszer, Józef Piłsudski, Władysław Jaroszewicz a Michał Galiński

Květnový převrat (polsky przewrót majowy či zamach majowy) byl puč, který v Polsku 12. až 14. května 1926 provedl maršál Józef Piłsudski. Svrhl vládu premiéra Wincenta Witose a na jeho místo dosadil Kazimierze Bartela. Piłsudski odmítl nabídku stát se prezidentem a tuto pozici přenechal Ignacovi Mościckému, avšak až do své smrti roku 1935 držel nejvyšší moc v Polsku. Puč byl zčásti motivován snahou upevnit moc v Polsku v situaci, kdy výmarské Německo uzavřelo za zády Polska smlouvy o přátelství s Francií a Sovětským svazem, což Piłsudski vnímal jako existenční hrozbu.

## Příprava
Na konci roku 1925 se Piłsudski rozhodl vrátit k aktivní politice. Podle historika Andrzeje Garlického už od roku 1922 přemýšlel o převzetí moci cestou státního převratu.
Dne 15. listopadu 1925 panský dům v Sulejówku obývaný maršálem navštívila skupina důstojníků. Oficiálním důvodem byla oslava výročí návratu Piłsudského z Magdeburku. Během tohoto setkání přednesl projev mj. generál Gustaw Orlicz-Dreszer, ve kterém prohlásil bezpodmínečnou podporu budoucím činům maršála.
Další vládní krize skončila tehdy 20. listopadu, když Aleksander Skrzyński vytvořil koaliční vládu, jejíž součástí byli i členové levice, mj. Jędrzej Moraczewski. Nicméně tento kabinet přetrval v kompletní sestavě pouze do dubna roku 1926, kdy z ní odešli členové PPS, neshodující se s politikou ministra hospodářství Jerzyho Zdziechowského. Piłsudski byl čím dál více podrážděn dalšími změnami vlád. Rozhodl se využít armádu za účelem vyvinutí nátlaku na prezidenta a Sejm. Za tímto účelem piłsudčík generál Lucjan Żeligowski, úřadující na postu ministra vojenských záležitostí, svěřil maršálovi přímé velení nad několika jednotkami nalézajícími se v okolí Rembertowa (čtvrť Varšavy), oficiálně za účelem provedení cvičení.
Dne 10. května 1926 byla vytvořena nová vláda pod předsednictvím Wincentyho Witose. Krátce potom premiér v tiskovém článku vyzval Piłsudského k převzetí odpovědnosti za zemi a návratu. Maršál mu ostře odpověděl na řádcích „Ranního kurýra“ a Witose i jeho vládu ostře kritizoval. Vydání s tímto rozhovorem bylo zabaveno, současně se 11. května ve Varšavě objevily zprávy o vojenských jednotkách jedoucích směrem na hlavní město z Pomořanska a Velkopolska. V reakci Piłsudski naplánoval, že se objeví v čele vojáků předaných mu pod velení Żeligowským. Tato demonstrace měla vyvinout nátlak na vládu.

## Převrat
Dne 12. května 1926 se v ranních hodinách vydal Piłsudski pouze ve společnosti svého pobočníka do Varšavy za účelem setkání s prezidentem Wojciechowským, aby ho přiměl ke změně vlády. K setkání nedošlo, neboť prezident odjel do Spały, prezidentské rezidence.

Po návratu do Rembertowa maršál rozkázal, aby jemu podřízené jednotky obsadily Varšavu. Rozmísťování začalo toho samého dne ve 13.30. Okolo 16. hodiny síly Piłsudského zaujaly pozice na varšavských mostech Poniatowského a Kierbedźe. Na mostě Poniatowského na maršála už čekal prezident Wojciechowski, který se po zprávách o vývoji vrátil ze Spały. Během rozhovoru prezident požádal Piłsudského, aby se vrátil k aktivitám v souladu se zákonem a k vyjednávání. Włodzimierz Suleja uvádí:
 „Ve světle dostupných zdrojových důkazů je téměř jistě třeba uznat hypotézu, že do chvíle rozhovoru s Wojciechowským maršál s perspektivou ozbrojené konfrontace nepočítal. Tedy rozhodnutí – mohoucí však znamenat začátek občanské války – nemohlo pro něj být, a nebylo, snadné. Plány triumfálního vstupu do hlavního města, v čele vojska, bok po boku s prezidentem, lehly popelem. Cestu bylo třeba uvolnit silou (…).“

Po neúspěchu jednání s prezidentem rozkázal Piłsudski obsazení Kierbedźova mostu a také vyslal Kazimierze Świtalského, aby přesvědčil Odborový svaz železničářů o nutnosti zabránit vojenským posilám věrným vládě jet do Varšavy. Příznivci Piłsudského také tvrdí, že maršál vydal rozkaz zakazující vlastním vojákům zahájit palbu první. Generál Rozwadowski, který byl velitelem obrany hlavního města, vydal ultimátum, ve kterém zažádal, aby se Piłsudského síly stáhly do 18.30. Vládní síly ale zahájily útočné operace už dříve. Okolo 19.30 se už maršál mohl objevit na Hradním náměstí (pol. Plac Zamkowy), kde byl nadšeně přivítán davem Varšavanů.
Večer se s Piłsudským setkal maršál Sejmu Maciejem Ratajem a zahájil s ním jednání. Ta však byla neúspěšná, podobně jako jednání dalšího dne. 14. května se odehrály rozhodující boje – Piłsudského jednotky ohrožovaly už Belweder. Po krátkých, ale krvavých bojích (379 osob bylo zabito), se značnou podporou veřejnosti, leč proti právu, Piłsudski uskutečnil státní převrat známý jako Květnový převrat. V 17.30 podala vláda demisi a prezident Wojciechowski složil svůj úřad. Stalo se tak navzdory zprávě o jednotkách věrných vládě mířících směrem k hlavnímu městu.

## Ztráty
Piłsudského jednotky měly 107 mrtvých a 293 zraněných. Vládní jednotky měly 108 mrtvých a 314 zraněných. Kromě toho zahymulo 164 a bylo zraněno 314 civilistů. Celkové ztráty činily 379 mrtvých a 921 zraněných.

## Po převratu
Pravomoci prezidenta přešly do rukou maršála Sejmu Rataje. Ten jmenoval vládu Kazimierze Bartela, v které Piłsudski formálně převzal ministerstvo vojenských záležitostí a úřad Generálního inspektora ozbrojených sil, a fakticky se stal rozhodujícím centrem moci v zemi. Dne 22. května vydal prohlášení vojákům, ve kterém vyzval k usmíření bojovníků na obou stranách:
 „Vojáci! Není to poprvé, co slyšíte můj hlas. Kdysi na bitevním poli, když mladému státu ještě rostly zuby jako malému dítěti, vedl jsem vás do bojů, které ve vítězstvích, vybojovaných pod mým velením, na dlouhá staletí zasypaly slávou a leskem vaše hrdinné standarty. Po dalších bojích k vám promlouvám dnes. Když bratři cítí lásku k sobě, spojuje je svazek, silnější než jiné lidské svazky. Když se bratři sváří a svazek povoluje, svár jejich taktéž je silnější než jiné. To je zákon lidského života. Dosvědčili jsme ho před pár dny, kdy jsme v hlavním městě vedli několikadenní boje. Do jedné země se vsákla naše krev, země pro jedny i druhé stejné, oběma stranami stejně milované. Nechť ta horká krev, krev vojáka, nejcennější v Polsku, pod našima nohama jest semenem bratrství, nechť hlásá společnou pravdu pro bratry. (…) Nechť Bůh milostivý nad hříchy nám odpustí a ruku trestající odvrátí, a my se chopme naší práce, která posiluje a obrozuje naši zemi.“

Dne 31. května byl Piłsudski zvolen prezidentem republiky Národním shromážděním, ale tuto hodnost nepřijal. Argumentoval příliš malými pravomocemi prezidenta v březnové ústavě. V druhém hlasování Národní shromáždění zvolilo prezidentem jeho chráněnce Ignacyho Moścického. Byl to další triumf Piłsudského, neboť ustavení nové vlády legalizovalo květnový převrat.